# Cemaes
Cemaes är en ort i Storbritannien.   Den ligger på ön Anglesey i kommunen Isle of Anglesey och riksdelen Wales, i den sydvästra delen av landet, 400 km nordväst om huvudstaden London. Cemaes ligger 12 meter över havet och antalet invånare är 1 187.
Terrängen runt Cemaes är platt. Havet är nära Cemaes åt nordväst. Runt Cemaes är det ganska tätbefolkat, med 86 invånare per kvadratkilometer. Närmaste större samhälle är Holyhead, 16,7 km sydväst om Cemaes. Trakten runt Cemaes består i huvudsak av gräsmarker.